# قوينلي
قوينلي (بالفارسية: قوینلی) هي قرية تقع في غلستان في إيران. يقدر عدد سكانها بـ 1,349 نسمة .